# Marc Maeci Probe
Marc Maeci Probe (en llatí Marcus Maecius Probus) va ser governador de la Tarraconense entre el 199 i el 202 o del 205 al 208.